# Grimpar enfumé
Dendrocincla fuliginosa
Espèce
Statut de conservation UICN

 LC  : Préoccupation mineure
Le Grimpar enfumé (Dendrocincla fuliginosa) est une espèce de passereaux de la famille des Furnariidae.

## Répartition et sous-espèces
Selon la classification de référence (version 14.2, 2025) du Congrès ornithologique international (ordre phylogénique) il se répartit en onze sous-espèces :
- D. fuliginosa ridgwayi (Oberholser, 1904) — est de l'Amérique centrale et Tumbes-Chocó-Magdalena ;
- D. fuliginosa lafresnayei (Ridgway, 1888) — nord de la Colombie et du Venezuela ;
- D. fuliginosa meruloides (Lafresnaye, 1851) — nord vénézuélien et à Trinité ;
- D. fuliginosa deltana (Phelps, 1950) — delta de l'Orénoque (Venezuela) ;
- D. fuliginosa barinensis (Phelps, 1949) — nord de la Colombie et Venezuela ;
- D. fuliginosa phaeochroa (Berlepsch, 1902) — nord de l'Amazonie ;
- D. fuliginosa neglecta (Todd, 1948) — ouest de l'Amazonie ;
- D. fuliginosa atrirostris (d'Orbigny, 1838) — sud-ouest de l'Amazonie ;
- D. fuliginosa fuliginosa (Vieillot, 1818) — plateau des Guyanes ;
- D. fuliginosa rufoolivacea (Ridgway, 1888) — centre/est de l'Amazonie ;
- D. fuliginosa trumaii (Sick, 1950) — en amont du rio Xingu.

## Habitat
Il se situe dans les forêts sèches ou humides en dessous de 2 000 mètres d'altitude.

## Alimentation
Le Grimpar enfumé est principalement insectivore, mais il se nourrit également d'invertébrés et de petits vertébrés.